# 杨守正

楊守正

杨守正（1915年—2012年8月29日），又名杨仲裁，浙江省上虞县人。中华人民共和国外交官。

## 生平
杨守正出生于1915年，是上虞谢塘镇新岑村人。
早年就读上海青年会中学、北平大学农学院农務系。此后参加抗日战争，进入延安陕北公学。1938年加入中国共产党，1942年，升任359旅补充团政治处主任、南下支队三支队政治部主任，中原军区后勤部政治部主任。1970年，担任中华人民共和国驻苏丹大使；1974年，担任中华人民共和国驻埃塞俄比亚大使。1980年，担任中华人民共和国驻苏联大使。
1985年后，擔任中国人民大学经济系教授，外交学院、解放军外语学院等院校兼职教授。
2012年8月29日，杨守正在北京逝世，享寿97岁。